# Shimun XVI Yohannan
Shimun XVI Yohannan (Qodchanis, ... – Qodchanis, 1820) è stato un vescovo cristiano orientale siro, patriarca della Chiesa d'Oriente della linea di Shimun dal 1780 al 1820.

## Biografia
Poche sono le informazioni su questo patriarca orientale. Secondo le tradizionali cronotassi dei patriarchi della Chiesa d'Oriente, succedette nel 1780 a Shimun XV Mikhail Mukhtas e morì nel 1820 circa nella residenza patriarcale di Qodchanis. È storicamente documentato in alcuni colophon datati dal 1784 al 1815.
Alla sua morte, la Chiesa d'Oriente fu affidata al pronipote Shimun XVII Abraham. Secondo il principio dell'ereditarietà, la sede patriarcale era affidata al Natar kursya, successore designato del patriarca regnante, che era sempre un suo parente prossimo.
Nel 1804, con la morte di Elia Isho'yahb, ultimo patriarca nestoriano della linea di Elia con sede a Alqosh, Shimun XVI restò l'unico patriarca della Chiesa assira d'Oriente.